# Himalaista

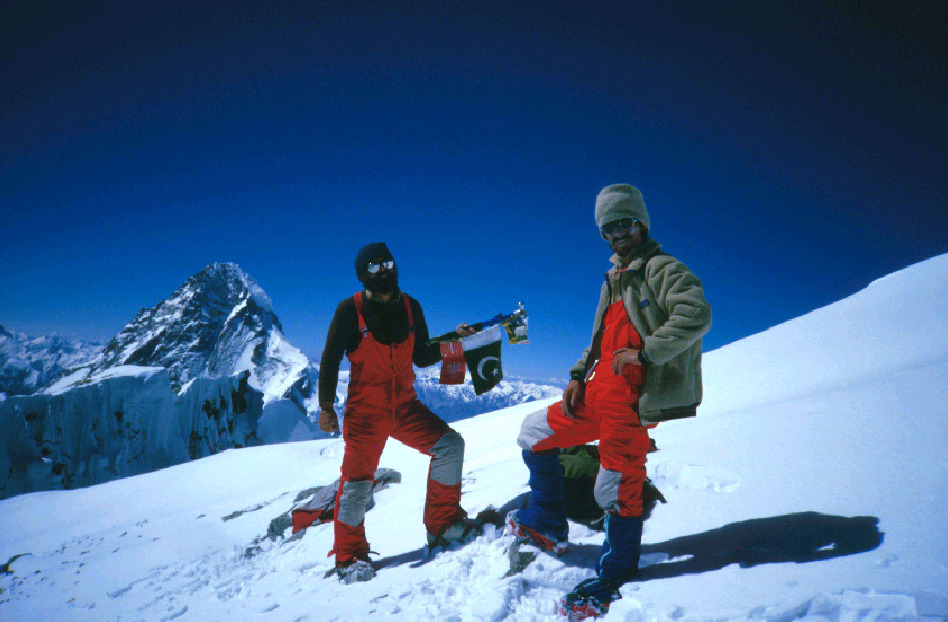
Himalaiści

Himalaista – człowiek uprawiający himalaizm, czyli wspinaczkę wysokogórską uprawianą w Himalajach lub w innych wysokich górach, w których wysokość szczytów przekracza 7000 m n.p.m. Są to m.in. Karakorum, Kunlun, Hindukusz, Pamir, Tienszan. 
Terminem tym określa się osoby, które zajmują się zaawansowaną wspinaczką górską, prowadzoną poza wyznaczonymi szlakami turystycznymi. 
Himalaistów w szerszym sensie nazywa się też wspinaczami bądź alpinistami (wszystkie wymienione wyżej pasma górskie powstały podczas orogenezy alpejskiej).